# 神戸市立長田工業高等学校
神戸市立長田工業高等学校（こうべしりつながたこうぎょうこうとうがっこう）は、兵庫県神戸市長田区にあった、市立の定時制工業高等学校である。

## 沿革
- 神戸市立神戸工科高等学校に統廃合となり、2007年3月31日に閉校した。

## 所在地
旧校舎は「神戸市長田区松野通3-2-34」だったが、神戸市立神戸工科高等学校に統廃合のため、
「神戸市中央区脇浜1-4-70」へ移転している。